# プレロセルコイド
プレロセルコイド（plerocercoid）とは擬葉目、裂頭条虫科の条虫の生活環の1ステージ。擬尾虫あるいは擬充尾虫とも呼ばれる。プロセルコイドが第1中間宿主であるケンミジンコとともに第2中間宿主である魚類や両生類に摂取されると、第2中間宿主体内でプレロセルコイドへと発育する。プレロセルコイドは終宿主に摂取されるまで発育せず、終宿主内で成虫へと発育する。